# Bombarde (wapen)

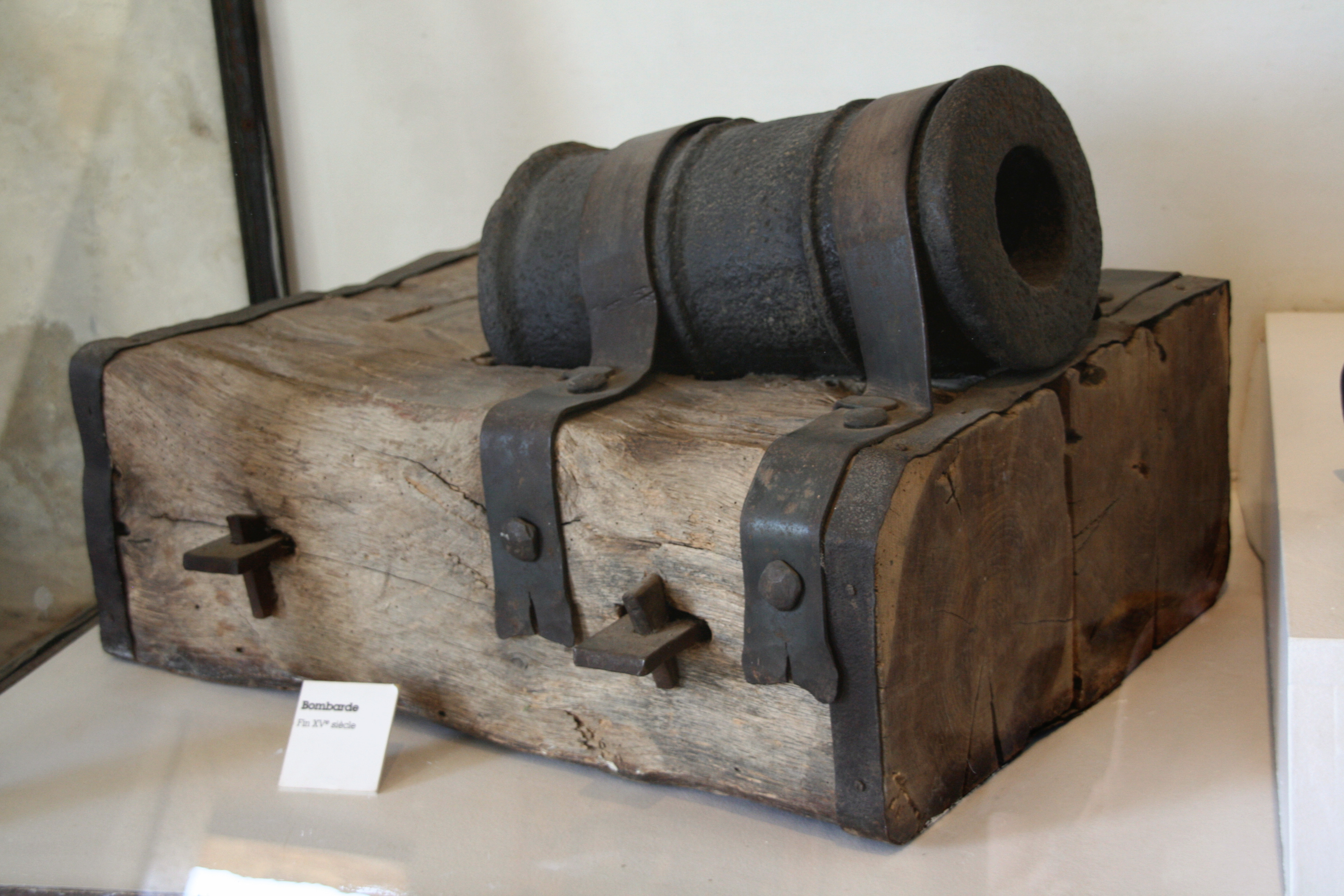
Bombarde uit de 15e eeuw - Kasteel van Castelnaud (Frankrijk)

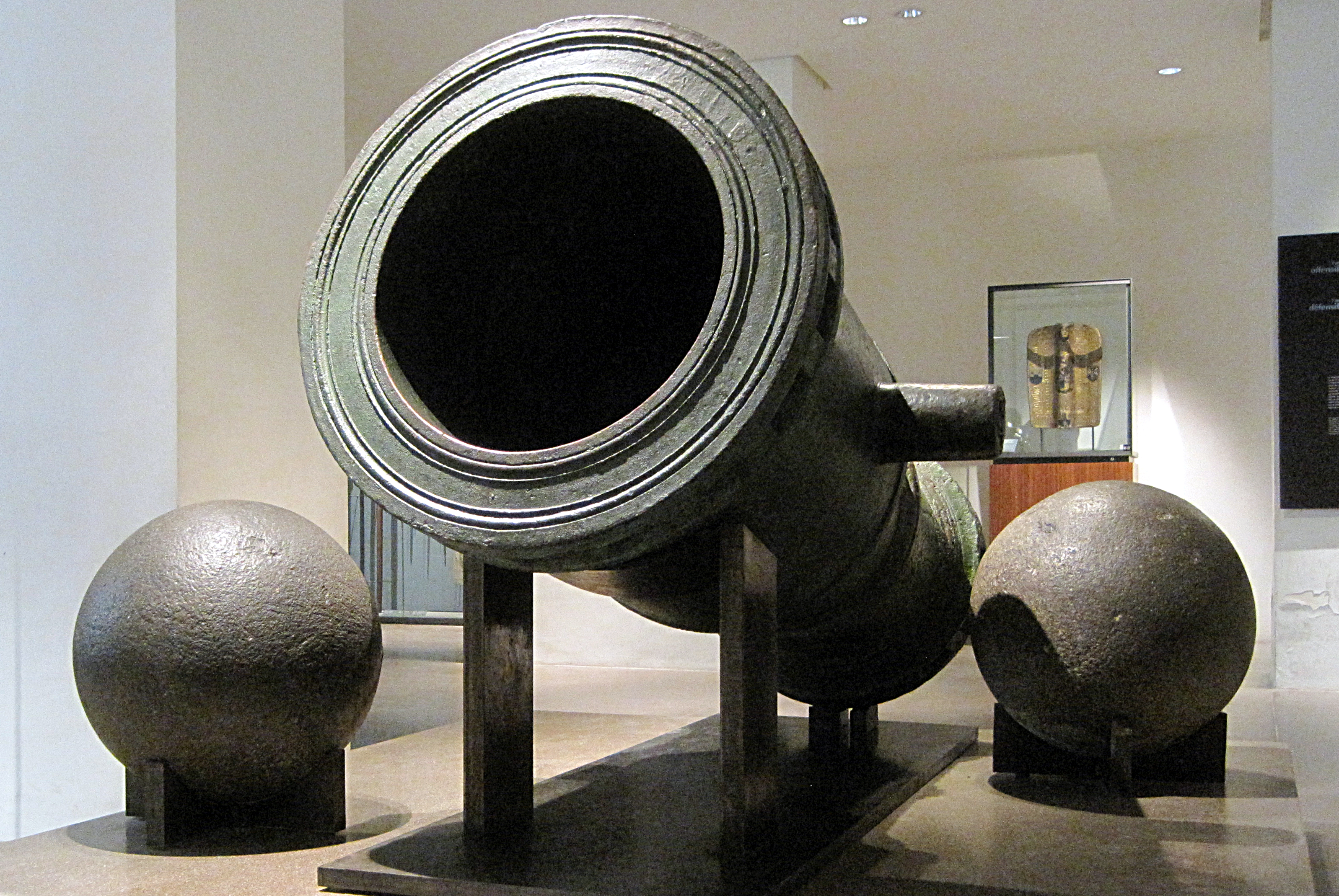
De zware bombarde mortier, vervaardigd in opdracht van Pierre d'Aubusson, 15e eeuw - bewaard in het musée de l'Armée (Hôtel des Invalides) Parijs

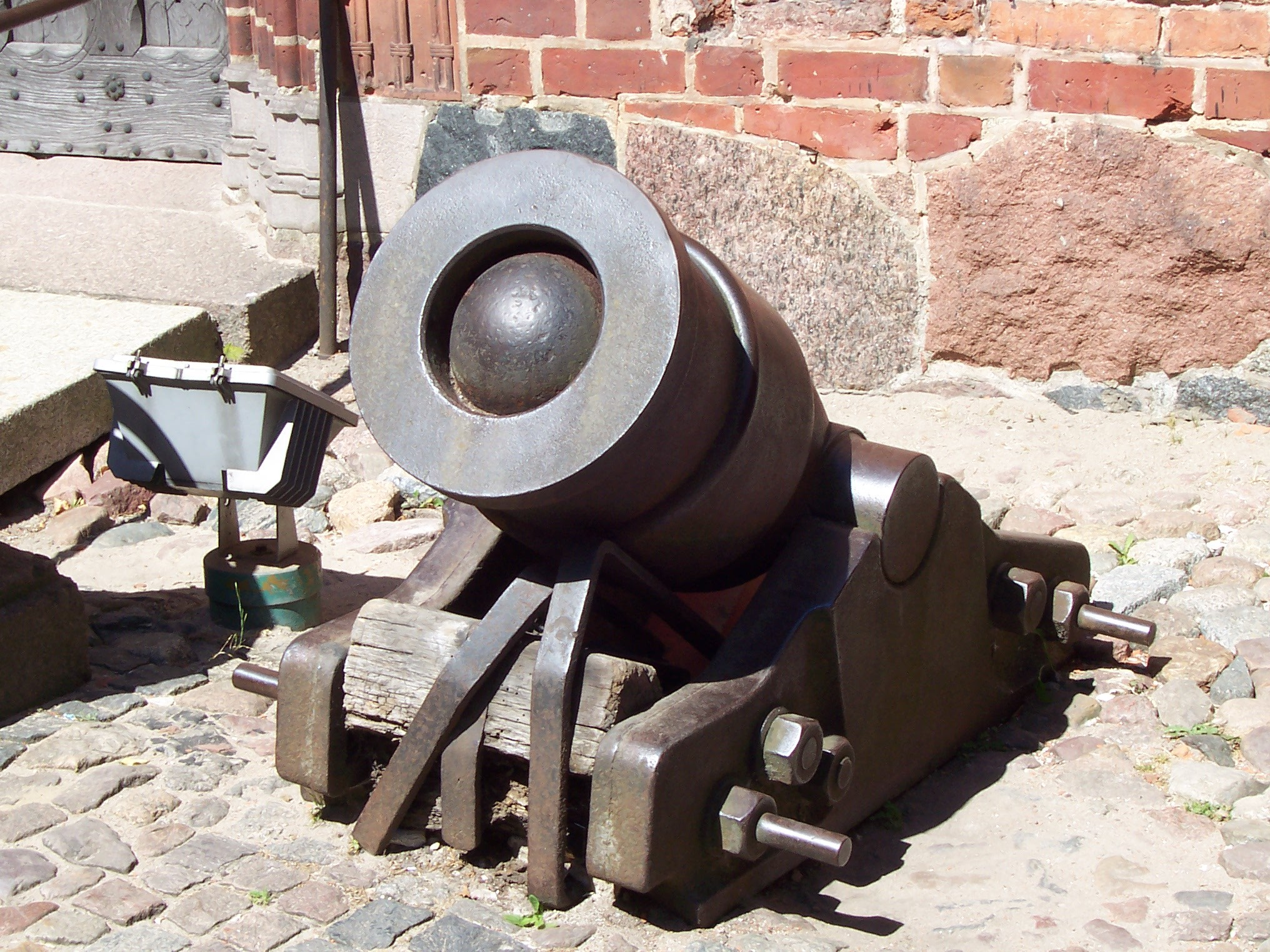
Een bombarde, Kasteel van Malbork (Polen)

Een bombarde (van het Grieks bombos: gedreun, geraas) of pothond is een belegeringswapen dat voor het eerst, in het Westen, in de 14e eeuw wordt gebruikt. Het heeft de vorm van een holle cilinder die erg op een langwerpige ton verstevigd met ijzeren hoepels lijkt; de bombarde wordt geladen via de loop. Later worden dergelijke wapens kanon genoemd.
Het wapen wordt op een massief houten blok geplaatst en vuurt projectielen van ijzer of steen af die worden voortgestuwd door de kracht van ontploffend buskruit. Het laden van een bombarde neemt heel wat tijd in beslag en is niet zonder gevaar voor zijn bedieners.
Het oudste bewijs voor het gebruik van dit wapen is een reliëf, gemaakt door boeddhistische monniken in China in 1128. In het Westen verschenen ze onder meer bij het beleg van Metz in 1324 en bij de strijd tussen de Engelsen en de Schotten in 1327 op de slagvelden.
In maart 1375 kreeg Jehan le Mercier, een van de raadslieden van de Franse koning Karel V de opdracht om een grand canon de fer te fabriceren. Op het marktplein van Caen liet hij drie smederijen bouwen. Men gebruikte 2.300 pond ijzer. De loop van de bombarde bestaat uit langwerpige ijzeren banen die aan elkaar worden gesmeed; het geheel wordt versterkt met ijzeren banden. Het wapen wordt met 90 pond touw stevig vastgebonden en ingepakt in aan elkaar genaaide huiden ter bescherming tegen regen en vocht.
De zwaarste bombarde ooit vervaardigd is de bombarde mortier, gemaakt in opdracht van Pierre d'Abbusson, aanvoerder van een groep ridders verenigd in de katholieke Orde van Sint-Jan, om het nu Griekse eiland Rhodos te verdedigen tegen de Ottomanen, zie de slag om Rhodos.
Een wapen dat hier erg op lijkt is de carronade, dat werd ontwikkeld door de Schotten in de 18e eeuw.
Het woord bombardement herinnert aan dit middeleeuws wapen.
Tevens is deze naam ook een register op een pijporgel, het gaat hier om een 16- of 32-voets register.